# Antho inconspicua
Espèce
Synonymes
- Plocamia inconspicua Desqueyroux-Faúndez, 1972 (protonyme)

Antho inconspicua est une espèce d'éponges de la famille des Microcionidae.

## Systématique
L'espèce est décrite en 1972 par Ruth Desqueyroux-Faúndez sous le protonyme de Antho inconspicua, puis déplacée pour le genre Antho.